# 呉相湘
呉相湘（ご そうしょう、1912年 - 2007年9月21日）は、中華民国の歴史学者。代表作に『三生有幸』『民国人物列伝』『晩清宮廷實紀』がある。専攻は民国史。

## 略歴
1912年に湖南省常徳市にて生まれる。曾祖父の呉慶玉と祖父の呉金棠は小商人であった。父・呉其林は同盟会の会員として活動した。呉相湘は1922年に長沙の楚怡小学校に入学し、4年後に明徳中学に合格した。1937年に北京大学を卒業すると、長沙の中央研究院に就職した。日中戦争中は国民党第9戦区で勤務しながら『第三回長沙大会戦』などの作品を残している。1945年以後、呉相湘は故宮博物院の編集者と蘭州大学の助教授を歴任。。
1949年、台湾台北市に移る。国立台湾大学歴史学部教授、シンガポール南洋大学歴史学部主任、中国文化学院史学研究所教授などを歴任した。1962年11月には中国国民党から除籍されている。その後1975年に米国に移住し、暫く隠居生活を送ったが、1996年に大陸に帰還し「孫中山130周年誕生国際学術会議」に参加した。2007年9月21日、呉相湘は米国イリノイ州で病死した。

## 著書
- 『三生有幸』中華書局、上海市、2007年。ISBN 9787101058192。
- 『風雲际会下の書生』工人出版社、北京市、2009年。ISBN 9787500846239。
- 『民国五十位軍政人物列伝』中国工人出版社、北京市、2011年。ISBN 9787500848172。
- 『民国人物列伝』東方出版社、上海市、2015年。ISBN 978-7-5060-7937-2。
- 『晩清宮廷實紀』中国百科出版社、北京市、2015年。ISBN 9787500097242。
- 『現代史事論述』中国百科出版社、北京市、2016年。ISBN 9787500097280。
- 『宋教仁伝』中国百科出版社、北京市、2016年。ISBN 9787500097075。